# Arnay-sous-Vitteaux
Arnay-sous-Vitteaux és un municipi francès, situat al departament de la Costa d'Or i a la regió de Borgonya - Franc Comtat. L'any 2007 tenia 123 habitants.

## Demografia

### Població
El 2007 la població de fet d'Arnay-sous-Vitteaux era de 123 persones. Hi havia 53 famílies, de les quals 22 eren unipersonals (13 homes vivint sols i 9 dones vivint soles), 18 parelles sense fills i 13 parelles amb fills.
La població ha evolucionat segons el següent gràfic:
Habitants censats

### Habitatges
El 2007 hi havia 75 habitatges, 56 eren l'habitatge principal de la família, 13 eren segones residències i 6 estaven desocupats. 69 eren cases i 1 era un apartament. Dels 56 habitatges principals, 54 estaven ocupats pels seus propietaris i 2 estaven llogats i ocupats pels llogaters; 1 tenia una cambra, 4 en tenien dues, 11 en tenien tres, 13 en tenien quatre i 26 en tenien cinc o més. 19 habitatges disposaven pel capbaix d'una plaça de pàrquing. A 28 habitatges hi havia un automòbil i a 20 n'hi havia dos o més.

### Piràmide de població
La piràmide de població per edats i sexe el 2009 era:
| Homes | Edats   | Dones |
| ----- | ------- | ----- |
| 0     | 95 o +  | 0     |
| 0     | 90 a 94 | 0     |
| 4     | 85 a 89 | 0     |
| 0     | 80 a 84 | 0     |
| 4     | 75 a 79 | 4     |
| 4     | 70 a 74 | 4     |
| 4     | 65 a 69 | 4     |
| 4     | 60 a 64 | 0     |
| 0     | 55 a 59 | 0     |
| 8     | 50 a 54 | 4     |
| 8     | 45 a 49 | 8     |
| 4     | 40 a 44 | 4     |
| 8     | 35 a 39 | 12    |
| 4     | 30 a 34 | 4     |
| 0     | 25 a 29 | 0     |
| 4     | 20 a 24 | 8     |
| 12    | 15 a 19 | 20    |
| 12    | 10 a 14 | 0     |
| 4     | 5 a 9   | 8     |
| 12    | 0 a 4   | 0     |

## Economia
El 2007 la població en edat de treballar era de 82 persones, 50 eren actives i 32 eren inactives. De les 50 persones actives 46 estaven ocupades (28 homes i 18 dones) i 3 estaven aturades (1 home i 2 dones). De les 32 persones inactives 18 estaven jubilades, 2 estaven estudiant i 12 estaven classificades com a «altres inactius».

### Ingressos
El 2009 a Arnay-sous-Vitteaux hi havia 48 unitats fiscals que integraven 107 persones, la mediana anual d'ingressos fiscals per persona era de 14.226 €.

### Activitats econòmiques
Dels 11 establiments que hi havia el 2007, 5 eren d'empreses extractives, 1 d'una empresa alimentària, 1 d'una empresa de fabricació d'altres productes industrials, 2 d'empreses de construcció, 1 d'una empresa de comerç i reparació d'automòbils i 1 d'una empresa classificada com a «altres activitats de serveis».
L'únic servei als particulars que hi havia el 2009 era una fusteria.
L'any 2000 a Arnay-sous-Vitteaux hi havia 5 explotacions agrícoles que ocupaven un total de 640 hectàrees.

## Poblacions més properes
El següent diagrama mostra les poblacions més properes.